# Reinette l'Oranaise
Reinette l’Oranaise, est une chanteuse juive d'Algérie, joueuse de oud et compositrice d'expression arabe, parfois française, née le 25 avril 1915 à Tiaret en Algérie et morte le 17 novembre 1998 à Eaubonne.
Elle fut pendant plus d'un demi-siècle une représentante du folklore houzi.

## Enfance
Atteinte de cécité à l'âge de deux ans, à la suite d'une variole mal guérie, elle fréquente l'école des aveugles d'Alger où elle apprend le braille et le cannage des chaises.
Son père s'adresse alors à Saoud l'Oranais pour qu'il initie sa fille à la musique arabo-andalouse. Elle est accueillie chez lui et prend le surnom de Reinette l'Oranaise.

## Initiation
Reinette enregistre son premier 78 tours — dont elle dira plus tard peiner à l'écouter « à cause des fautes de diction » — en même temps qu'elle intègre l'orchestre de Saoud Médioni (qui émigrera à Paris pour y monter un café musical et sera, quelques années après, victime de la barbarie nazie, mort en déportation).
L'apprentissage instrumental passe de la darbouka à la mandole et à l'oud qui accompagne désormais son chant. Elle s'inscrit ainsi dans la tradition de la musique oranaise, y puisant son inspiration pour écrire et composer.
À 26 ans, le succès est au rendez-vous. Elle joue deux fois par semaine à Radio-Alger, avec à l'antenne les artistes les plus connus du chaâbi algérois et du répertoire andalou.

## Consécration
Elle est accompagnée de musiciens tels que le virtuose Mustapha Skandrani au piano, Alilou à la darbouka, Abdelghani Belkaïd au violon. Elle interprète, à l'instar des plus grandes voix de la chanson populaire et de la musique savante du Maghreb : Fadela Dziria, Meriem Fekkaï, Alice Fitoussi, Abdelkrim Dali, Dahmane Ben Achour. Reinette l’Oranaise accompagne le maître du chaâbi, Hadj El Anka.
Elle continue à exercer son art musical à l'occasion de fêtes juives et musulmanes, mariages, circoncisions, anniversaires. En tant que juive séfarade, elle est même autorisée à chanter dans un orchestre d'hommes. Son nouveau maître de chant, le cheikh Abderrahmane Belhocine, lui donne des cours d'arabe classique et lui fait travailler la diction.

## Oubli avant une reconnaissance tardive
Comme la plupart des Juifs d'Algérie (plus de cent mille), Reinette quitte l'Algérie en 1962. Commence alors pour elle une longue période de repli, quasi d'oubli et de grande solitude. En 1985, Reinette, à l'approche de ses 70 ans, ne songe plus qu'à cultiver ses souvenirs. Il faudra toute la ténacité de Philippe Hoummous, alors journaliste musical à Libération, grand fan de Reinette, et l'appui d'une génération de mélomanes français pour la convaincre de remonter sur scène.
En 1987, elle tourne un film court musical, Amours éternelles, avec le grand pianiste algérien Mustafa Skandrani (sélection au Festival de Cannes).
En 1991, Jacqueline Gozland lui consacre un long métrage documentaire, Le port des amours, co-produit et édité par la chaîne de télévision La Sept / Arte. Une amitié se noue entre elles.
En 1995, Reinette l’Oranaise vit en banlieue parisienne, aux côtés de son époux, Georges Layani, percussionniste. C'est alors qu'elle est couronnée par l'Académie Charles-Cros, elle est reconnue par les Algériens de la tradition et du style houzi.
Devenue une légende de la chanson judéo-arabe, sa voix s'éteint à Paris, le 17 novembre 1998 à l'âge de 83 ans. Son corps est inhumé au cimetière juif de Pantin dans la 89e division.

## Discographie
- Reinette l'Oranaise - Trésors de la chanson judéo-arabe, CD, Mélodie Distribution, Michel Lévy / Bruno Barre
- Reinette l'Oranaise - Mémoires. CD, Mélodie Distribution, Michel Lévy / Bruno Barre

## Clin d’œil
- Dans le film Didier, Lionel Abelanski achète un de ses CD pour le faire écouter à sa femme et à sa future fille[5].
- Elle apparaît dans la série d'animation La petite Casbah.

## Filmographie
- Reinette l'Oranaise, le port des amours, réalisation Jacqueline Gozland, production Les Films de la Passion, 1991 Édition DVD Arte Éditions / Harmonia Mundi, 2009.